# Ottilie Heinke
Ottilie Fanny Friederike Heinke (vers l'agost de 1823 a Breslau - Berlín 2 de novembre, 1888) va ser una compositora i professora de piano alemanya.

## Biografia
Ottilie Heinke va ser la quarta de set fills del funcionari prussià Ferdinand Heinke. La seva germana Clara Friederike era una pintora a Berlín i membre fundadora de l'Associació d'Artistes de Berlín. Després de la mort del seu pare el 1857, les dues germanes es van traslladar de Breslau a Berlín. Ottilie Heinke va començar a estudiar composició de manera privada amb Richard Wüerst l'any 1865 i també es va formar temporalment pel compositor Friedrich Kiel, a qui va dedicar "Tres peces per a piano a quatre mans, op. 15. Berlín: Bote & Bock, 1879". Un full d'àlbum de 1869 que Franz Ries li va dedicar s'ha conservat a l'Institut Estatal d'Investigació Musical de Berlín. Al mateix temps, va ser alumne de Friedrich Kiel i, per tant, companya d'estudi de Heinke. Va compondre les seves primeres obres gairebé al mateix temps el 1869. Aquests van aparèixer a diverses editorials de Berlín i van ser observats pel públic i revisats en revistes especialitzades. Alfred Michaelis descriu les composicions d'Heinke l'any 1888 al seu lèxic biogràfic Dones com a artistes de música creativa de la següent manera:
| « | "La compositora sap escriure de manera atmosfèrica i crear imatges de personatges realistes" | » |

Heinke també va dedicar composicions als nens per a l'educació musical.